# Биоплёнка
Биоплёнка — множество (конгломерат) микроорганизмов, расположенных на какой-либо поверхности, клетки которых прикреплены друг к другу. Обычно клетки погружены в выделяемое ими внеклеточное полимерное вещество (внеклеточный матрикс) — слизь. Развитие биоплёнки, а иногда и саму биоплёнку также называют биообрастанием. Термин «биоплёнка» определяется по-разному, но в целом можно сказать, что биоплёнка — обладающее пространственной и метаболической структурой сообщество (колония) микроорганизмов, расположенных на поверхности раздела сред и погружённых во внеклеточный полимерный матрикс. Обычно биоплёнки образуются в контакте с жидкостями при наличии необходимых для роста веществ. Поверхность, к которой прикреплена биоплёнка, может быть как неживой (камни), так и поверхностью живого организма (стенки кишечника, зубы). Считается, что 95-99 % всех микроорганизмов в естественной среде существует в виде биоплёнки.
Микроорганизмы образуют биоплёнку под влиянием ряда факторов, включая клеточное распознавание мест прикрепления к поверхности и наличие питательных или агрессивных веществ, кислорода и т. д. В режиме образования биоплёнки клетка меняет своё поведение, что обуславливается регуляцией экспрессии генов.
По данным CDC (Centers for Diesease Control and Prevention), Атланта, до 80 % бактериальных инфекций, поражающих людей в западных странах вызваны полимикробными биопленками. Поэтому рецидивирующие урогинекологические инфекции больше не следует рассматривать как инфекции, поддерживаемые одним патогенным штаммом, а как полимикробный синдром, характеризующийся значительным увеличением аэробной, анаэробной и грибковой бактериальной нагрузки с возможным доминирующим патогенным штаммом.

## Урогинекология
Например, Escherichia coli, часто присутствующая при урогинекологических инфекциях, образует биопленку в мочевом пузыре или влагалище. Такая биоплёнка может содержать внутриклеточные спящие резервные микроорганизмы: они составляют около 1 % бактериальных элементов, полностью устойчивы к антибиотикам и иммунной реакции организма, что является критическим признаком, ответственным за провал антибиотикотерапии при рецидивирующих инфекциях. Как только антибиотик или противогрибковая терапия завершены, персистирующие клетки быстро реактивируются путём восстановления ранее существовавшей бактериальной или грибковой нагрузки, вызывающей рецидив инфекции.
Лечение антибиотиками может иметь эффект на бактерии в планктонной фазе, которые высвобождаются биопленкой и являются причиной инфекционных обострений, но не в состоянии устранить устойчивое бактериальное сообщество, содержащееся в ней. Биопленка, в которой содержится Escherichia coli, присутствующая одновременно в мочевом пузыре и вагинальной среде, содержит персистирующие клетки, полностью устойчивые к антибиотикам и иммунной системе, что приводит к хроническим и рецидивирующим инфекциям. Прогрессирование и хронизация происходит быстрее и эпизоды цистита возникают все чаще, если вагинальная биоплёнка не лечится;

### Гинекология
Бактериальные вагинозы чаще всего вызываются актинобактериями Гарднерелла вагиналис, причём присутствие отдельных клеток G. vaginalis в посеве не обязательно свидетельствует о наличии вагиноза, а обнаружение плёнки этого микроорганизма в мазке достоверно доказывает заболевание.
Другие болезни, поддерживаемые биопленкой: аэробный вагинит, кандидозный вагинит, трихомонадный вагинит.
Биопленка может быть образована на инертных поверхностях, таких как эндоматочные устройства, противозачаточные кольца, контрацептивные имплантаты, пессарии.

### Урология
Если патогенные микроорганизмы создают биоплёнку в мочевом пузыре, это может вызвать хронический цистит с острыми эпизодами каждый раз, когда вскрывается биоплёнка.Терапия антибиотиками в этом случае малоэффективна.
Патогенные биопленки, типичные для мочевого пузыря характеризуются уропатогенными штаммами Escherichia coli (Uropathogenic Escherichia coli, UPEC), ответственными за 75-85 % рецидивирующего цистита и внутриклеточной биопленки.
Внутри клеток уротелия бактерии организовывают биоплёнки, погружённые в насыщенную полисахаридную матрицу, окружённую защитной оболочкой уроплакина, очень близко к поверхности, биоплёнки создают выпуклости продолговатой формы.

### Стоматология
Биоплёнки (преимущественно актиномицеты, Tannerella forsythia, Fusobacterium nucleatum, спирохеты, Synergistetes) ответственны за образование зубного налёта и развитие гингивита, кариеса, пародонтоза.

### Устранение биоплёнок
Результаты недавних экспериментов подтвердили, кроме антиоксидантного действия, эффективность N-ацетилцистеина (NAC) при разрушении биоплёнок и уменьшению числа живых форм бактерий, присутствующих в них.
N-ацетилцистеин (NAC), препятствует образованию биопленки патогенами. N-ацетилцистеин (NAC), оказывает разрушительное влияние на патогенные биопленки, воздействуя напрямую на полисахаридную матрицу.

#### Профилактика и устранение патогенных биопленок.
Активные ингредиенты, эффективные при профилактике и борьбе с биоплёнками, не содержащие антибиотиков: D-манноза, n-ацетилцистеин (NAC), пробиотики, лактоферрин, моринда цитрусолистная.
Было продемонстрировано, что n-ацетилцистеин способен разрушить биоплёнку, сделать бактерии доступными для d-маннозы или антибиотиков.

## Пищевая промышленность
Далеко не единственный пример использования биоплёнки для приготовления пищи — чайный гриб.

## Стадии развития биоплёнки

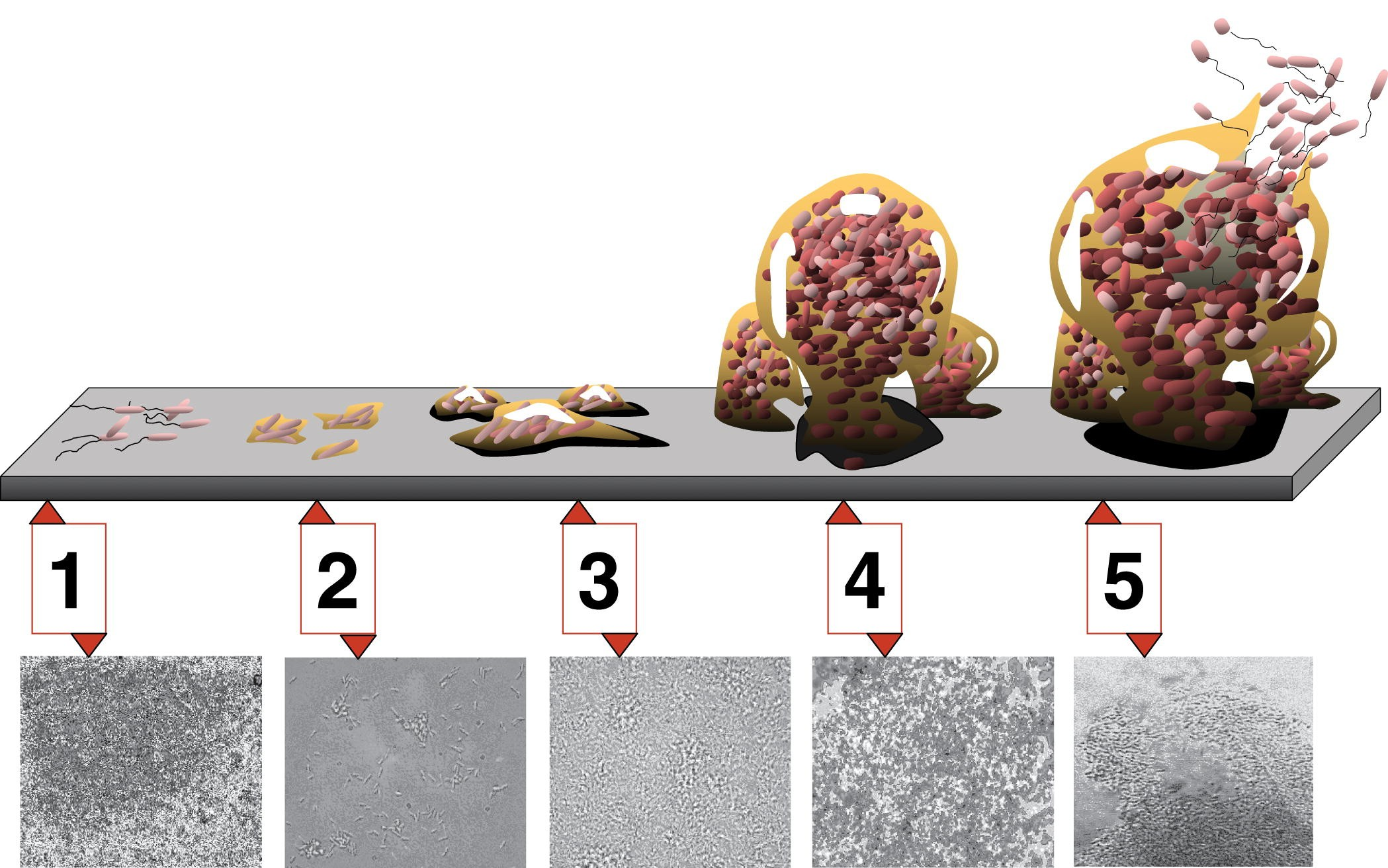

Выделяют пять стадий развития биоплёнки:
1. Сначала происходит первичное прикрепление микроорганизмов к поверхности (адгезия, сорбция) из окружающей среды (обычно жидкости). Эта стадия обратима.
2. Окончательное (необратимое) прикрепление, иначе называемое фиксацией. На этой стадии микробы выделяют внеклеточные полимеры, обеспечивающие прочную адгезию.
3. Созревание (в англоязычной литературе — созревание-I). Клетки, прикрепившиеся к поверхности, облегчают прикрепление последующих клеток, внеклеточный матрикс удерживает вместе всю колонию. Накапливаются питательные вещества, клетки начинают делиться.
4. Рост (в англоязычной литературе — созревание-II). Образована зрелая биоплёнка, и теперь она изменяет свой размер и форму. Внеклеточный матрикс служит защитой клеток от внешних угроз.
5. Дисперсия (выброс бактерий): в результате деления периодически от биоплёнки отрываются отдельные клетки, способные через некоторое время прикрепиться к поверхности и образовать новую колонию.

## Внеклеточное полимерное вещество
Внеклеточное полимерное вещество, также называемое внеклеточным полимером или внеклеточным полимерным матриксом (см. Внеклеточный матрикс) — это слизь, выделяемая микроорганизмами биоплёнки и состоящая из полимерных молекул: внеклеточных полисахаридов (экзополисахариды), ДНК, белков, включая гликопротеины.